# 하이큐 (경기방송)
하이큐는 경기방송의 라디오 토요일 오디션 프로그램이다.

## 프로그램 소개
- 경기도 청소년들을 대상으로 한 청소년들의 자체 방송 제작 오디션 프로그램이다. 기획, 구성, 연출, 연기, 진행, 원고 등 모든 것을 청소년들이 직접 담당하여 프로그램을 만들어 대결한다.

| 경기방송                     |                          |                          |
| 이전                         | 하이큐                   | 다음                     |
| 김란아의 스윗뮤직            | 하이큐                   | 경기방송 6시 취재현장    |
| 오후 4시 5분 ~ 오후 5시 30분 | 오후 5시 30분 ~ 저녁 6시 | 저녁 6시 ~ 저녁 6시 30분 |
|                              |                          |                          |